# Amphitrite

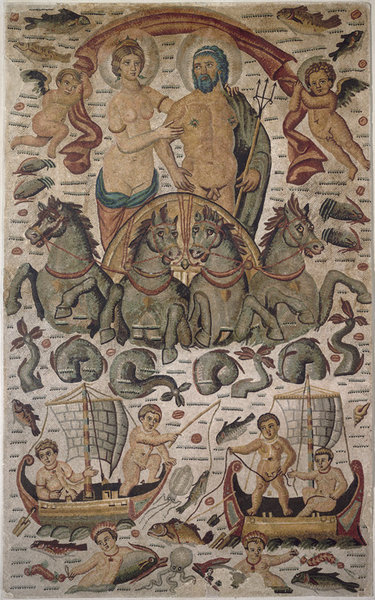
Chiến thắng của Poseidon và Amphitrite từ Cirta, Africa La Mã (khoảng năm 315–325, nay ở bảo tàng Louvre)

Trong thần thoại Hy Lạp cổ đại, Amphitrite (/ æmfɪtraɪtiː /, Greek: Ἀμφιτρίτη) là một nữ thần biển và vợ của Poseidon và hoàng hậu của biển. Dưới ảnh hưởng của đền Olympian, cô trở thành đơn vị của Poseidon và tiếp tục giảm bởi các nhà thơ để đại diện cho biển. Trong thần thoại La Mã, một người con của Sao Hải quân, một con số tương đối nhỏ, là Salacia, nữ thần nước mặn.

## Truyện thần thoại
Amphitrite là con gái của Nereus và Doris (và do đó là một Nereid), theo Theogony của Hesiod, nhưng của Oceanus và Tethys (và do đó là một Oceanid), theo Bibliotheca, trong đó thực sự liệt kê cô trong cả Nereids  and the Oceanids. và Oceanids. Những người khác gọi cô là hiện thân của biển (nước mặn). Con của Amphitrite bao gồm hải cẩu  và cá heo [6]. Poseidon và Amphitrite có một con trai, Triton là một người cá, và ba con gái, Erytheia , Antheia và Eudaimonia Bibliotheca (3.15.4) cũng đề cập đến một con gái của Poseidon và Amphitrite có tên Benthesikyme. 

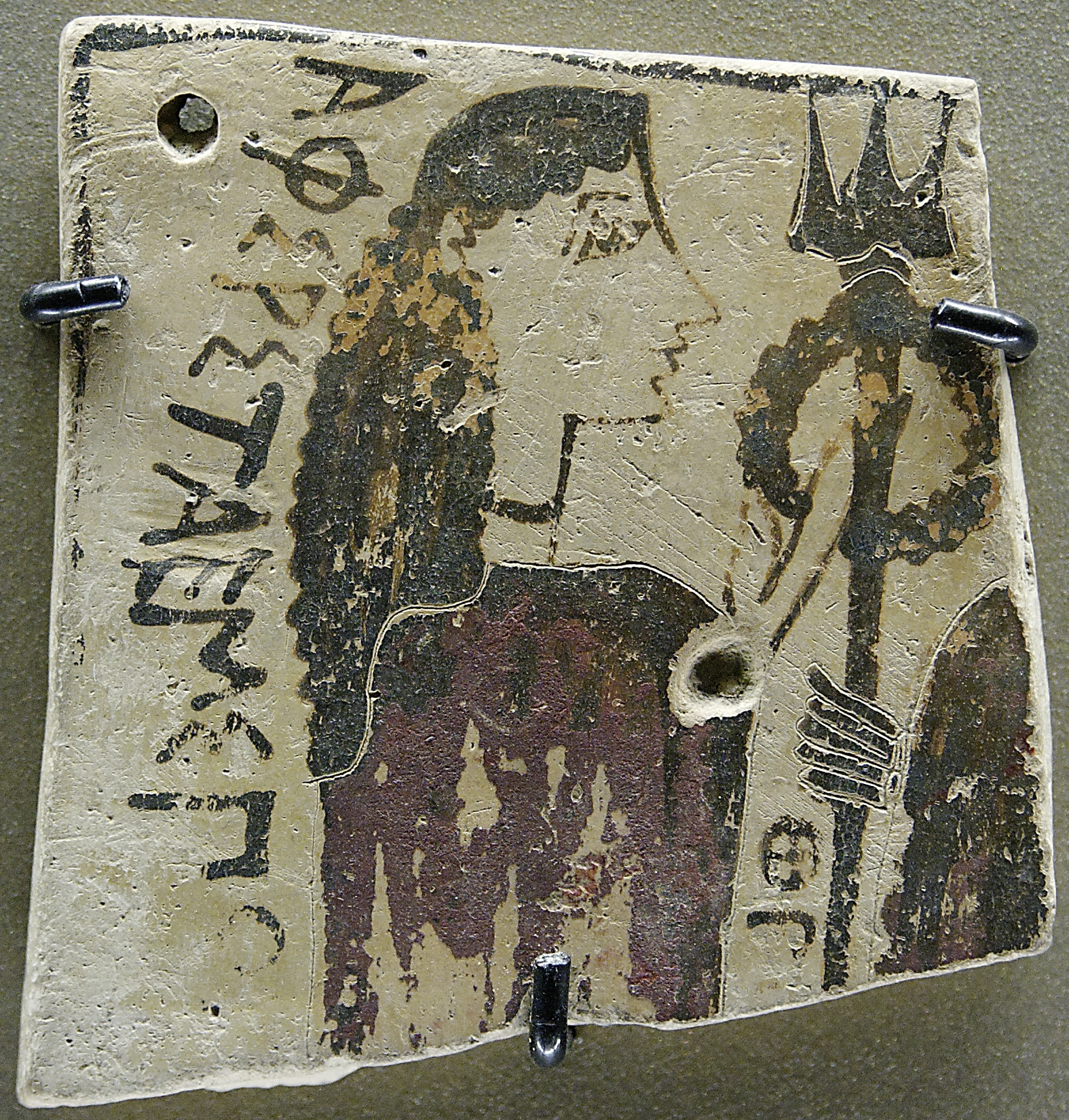
Amphitrite mang một chiếc xe ngựa trên một chiếc áo khoác từ Corinth (575-550 TCN)

Amphitrite không phải là nhân vật được mô tả đầy đủ trong sử thi Homeric: "trên biển khơi, ở Amphitrite của breakers" (Odyssey iii.101), "rên Amphitrite" nuôi cá "trong số vượt qua tất cả các đếm" (Odyssey xii.119). Cô đã chia sẻ Homosol của cô Halosydne ("biển nuôi dưỡng")  với Thetis theo một nghĩa nào đó những con nympho biển là những con lai.

## Tham khảo

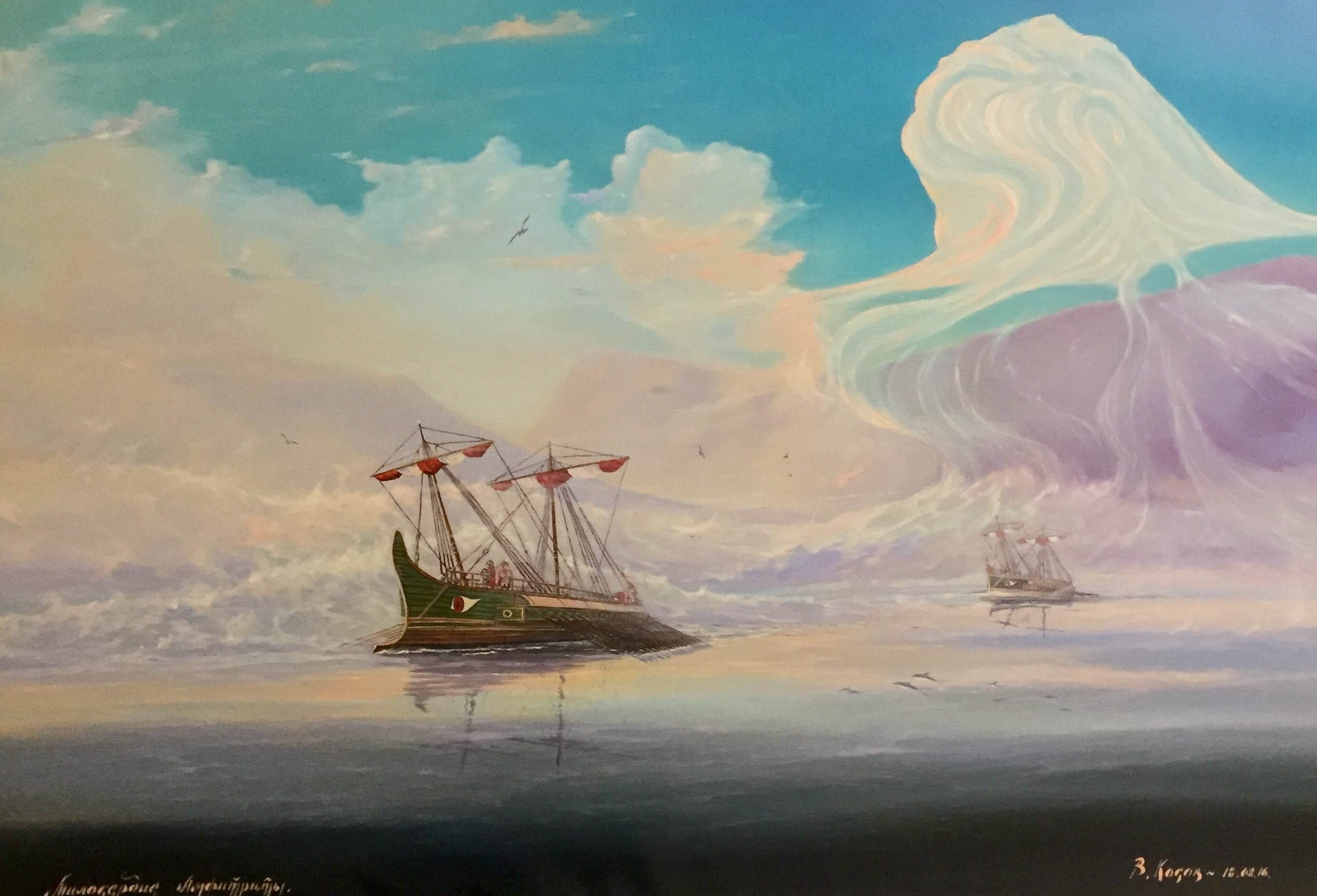
Thương xót của Amphitrite. Vladimir Kosov 139х198 dầu trên vải 2017